# Indiana (Pennsylvania)
Indiana település az Amerikai Egyesült Államok Pennsylvania államában, Indiana megyében, melynek megyeszékhelye is. Lakosainak száma 14 044 fő (2020. április 1.).

## Népesség
A település népességének változása:

| 2010 | 13 975 |
| 2020 | 14 044 |